# Selmes
Selmes é uma povoação portuguesa sede da Freguesia de Selmes do Município da Vidigueira, freguesia com 136,98 km² de área e 780 habitantes (censo de 2021), tendo, por isso, uma densidade populacional de 5,7 hab./km².
A freguesia é composta por duas aldeias, Selmes e Alcaria da Serra, sendo que a Junta de Freguesia está sediada em Selmes.

## Demografia
A população registada nos censos foi:
| Distribuição da População por Grupos Etários | Distribuição da População por Grupos Etários | Distribuição da População por Grupos Etários | Distribuição da População por Grupos Etários | Distribuição da População por Grupos Etários |
| -------------------------------------------- | -------------------------------------------- | -------------------------------------------- | -------------------------------------------- | -------------------------------------------- |
| Ano                                          | 0-14 Anos                                    | 15-24 Anos                                   | 25-64 Anos                                   | > 65 Anos                                    |
| 2001                                         | 131                                          | 124                                          | 476                                          | 278                                          |
| 2011                                         | 103                                          | 97                                           | 443                                          | 251                                          |
| 2021                                         | 72                                           | 62                                           | 375                                          | 271                                          |

## Associação Geração Selmes

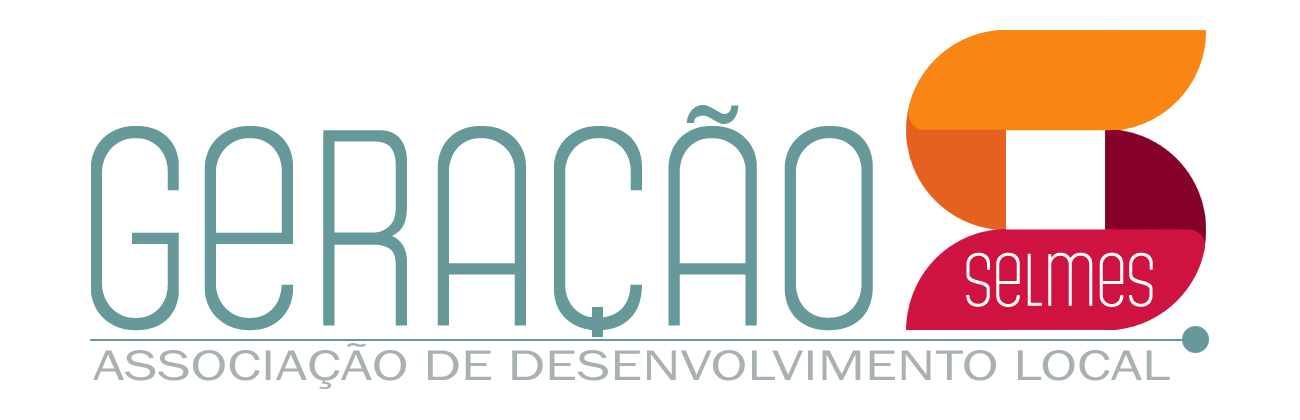
Logótipo GS

A Associação Geração Selmes tem como principal objetivo o desenvolvimento de ações socioeconómicas, organizar e fomentar atividades desportivas, culturais e recreativas para os seus associados e população em geral de todas as faixas etárias residentes ou não na freguesia. A promoção, por si ou em colaboração com entidades públicas ou privadas, nacionais ou estrangeiras, do desenvolvimento económico, social e cultural da freguesia e concelho que constituem a sua área de atuação e das suas populações, em especial das zonas rurais, com vista à redução de assimetrias locais e sociais.